# 33687 Julianbain
33687 Julianbain è un asteroide della fascia principale. Scoperto nel 1999, presenta un'orbita caratterizzata da un semiasse maggiore pari a 2,5766658 UA e da un'eccentricità di 0,1928885, inclinata di 8,34333° rispetto all'eclittica.